# Kabinet-Henny Eman I
Het kabinet Henny Eman I was het eerste kabinet van Aruba als het derde land van het Koninkrijk der Nederlanden. Het kabinet was aan de macht tussen 1 januari 1986 en 8 februari 1989 op basis van de coalitie AVP-PPA-PDA-ADN, en vanaf 1987 met toevoeging van AD'86.
Na de verkiezingen van 1985 benoemde de toen toekomstige Gouverneur Felipe Tromp Henny Eman tot informateur en vervolgens formateur. Een meerderheid van de politieke partijen had eerder aangegeven geen medewerking te verlenen aan een regering met de grootste partij MEP. Bij de formatie-opdracht werd de nadruk gelegd op het oplossen van de financiële, sociale en economische crisis, waarin Aruba verkeerde. De olieraffinaderij Lago Oil & Transport Co. Ltd., 70 jaren lang toonaangevende werkgever en belangrijke bron van belastinginkomsten, had in 1985 de deuren gesloten.
Er werd met de partijen AVP-PPA-PDA-ADN een zo breed mogelijk kabinet gevormd en werd in overleg met de sociale partners een regeerprogramma opgesteld. De voordrachten voor te benoemen ministers werden tijdens de eerste plechtige zitting van de Staten van Aruba op 1 januari 1986 behandeld.
De samenwerking binnen het kabinet maakte woelige tijden mee. Achtereenvolgend vertrokken de ministers van de kleine partijen: PDA in juli 1986, PPA in januari 1987 en ADN in juni 1987. Het kabinet kon steeds verder met steun vanuit de Staten. Ook de vakministers waren door de partijen unaniem kandidaat gesteld. Nadat AD'86 zijn steun introk diende Henny Eman in oktober 1988 zijn aanslagaanvraag in. Uit vervroegde verkiezingen hoopte de AVP voordeel te halen omdat het kabinet zich immers flink had ingezet voor een opleving van de economie, met name in de toeristische sector. Deze werd aangejaagd door middel van investeringen in de bouw van meerdere grote hotels. In juni 1990 werden alle leden van het kabinet onderscheiden in de Orde van de Nederlandse Leeuw.

## Samenstelling
| Ministerie                           | Minister           | Partij      | Opmerkingen                      |
| ------------------------------------ | ------------------ | ----------- | -------------------------------- |
| Minister-President en Algemene Zaken | Henny Eman         | AVP         |                                  |
| Financiën                            | Armand Engelbrecht | AVP         |                                  |
| Onderwijs en Welzijnszaken           | Mito Croes         | AVP         |                                  |
| Justitie en Volksgezondheid          | Watty Vos          | AVP         |                                  |
| Economische Zaken en Toerisme        | Don Mansur         | vakminister | vanaf september 1986             |
| Economische Zaken en Toerisme        | Lenny Berlinski    | PDA         | tot juli 1986                    |
| Vervoer en Communicatie              | Angel Bermudez     | vakminister | vanaf 7 maart 1987/vice-premier  |
| Vervoer en Communicatie              | Benny Nisbet       | PPA         | tot 24 januari 1987/vice-premier |
| Publieke Werken, Nutsbedrijven       | Frank Booi         | AD '86      | vanaf september 1987             |
| Publieke Werken, Nutsbedrijven       | Charro Kelly       | ADN         | tot juli 1987                    |

John Merryweather werd de gevolmachtigde minister te Den Haag. De gevolmachtigde minister is lid van de rijksministerraad maar geen lid van het Arubaanse kabinet. In 1987 werd Roy Wever namens de partij AD'86 de eerste Gevolmachtigde minister van Aruba te Washington, D.C.